# Smolnícka Huta
Smolnícka Huta este o comună slovacă, aflată în districtul Gelnica din regiunea Košice, pe malul râului Smolník⁠(d). Localitatea se află la altitudinea de 495 m deasupra n.m., se întinde pe o suprafață de 37,33 km2 și în 2017 număra 482 de locuitori.

## Istoric
Localitatea Smolnícka Huta este atestată documentar din 1828.

## Demografie
| An:                | 1994 | 2004 | 2014   | 2024   |
| ------------------ | ---- | ---- | ------ | ------ |
| Număr de persoane: | 475  | 494  | 475    | 470    |
| Diferență:         |      | +4%  | −3,84% | −1,05% |

| An:                | 2023 | 2024   |
| ------------------ | ---- | ------ |
| Număr de persoane: | 478  | 470    |
| Diferență:         |      | −1,67% |